# Komuna e Mollasit, Korçë prefektur
Komuna e Mollasit är en kommun i Albanien.   Den ligger i prefekturen Qarku i Korçës, i den sydöstra delen av landet, 120 km sydost om huvudstaden Tirana.
Trakten runt Komuna e Mollasit består till största delen av jordbruksmark. Runt Komuna e Mollasit är det glesbefolkat, med 12 invånare per kvadratkilometer.